# أحمد الشمري
أحمد الشمري (1 نوفمبر 1976 -)، ممثل كويتي.

## أعماله[4]

### مسلسلات
- كل يوم سالفة
- سوق الجت 2
- 2 في الإسعاف
- الفلتة
- الحب المستحيل
- طول بالك
- وشاءت الأقدار
- سقوط الأقنعة
- واقعي
- حبل المودة
- صحوة زمن
- أحلام طواش
- رحلة بوبلال
- الخطر معهم (ج3)
- اضحك والا ابكي
- مسرحيات 2000
- سليمان الطيب

### في المسرح
- تحت الصفر
- بسنا فلوس
- الطرطنقي
- أبو سارة في العمارة
- دندنة
- سوبر صطار
- اه يا درب الزلق
- فضيحة
- اللي يدري يدري
- رحلة ABCD
- لن أعيش في جلباب زوجتي
- لعيونك
- صباح الخير ياكويت
- كينغ كونغ والسلاحف
- انتخبوا أم علي
- بوسارة في العمارة

### في الأفلام
- منتصف الليل

## وصلات خارجية
- أحمد الشمري على موقع قاعدة بيانات الأفلام العربية